# Carpí (espècie)

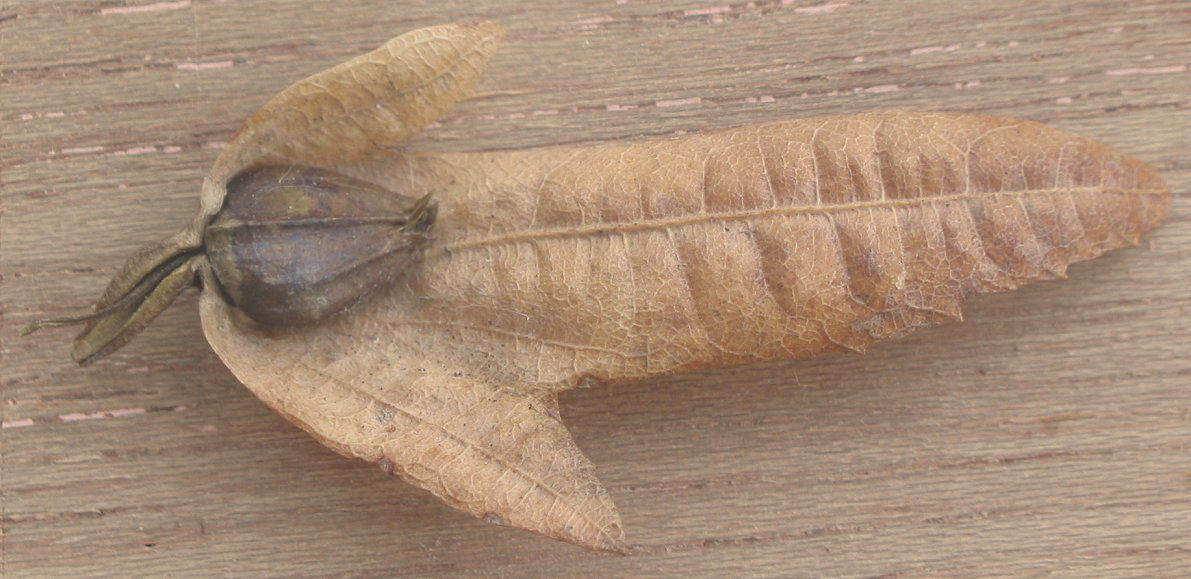
Fruit

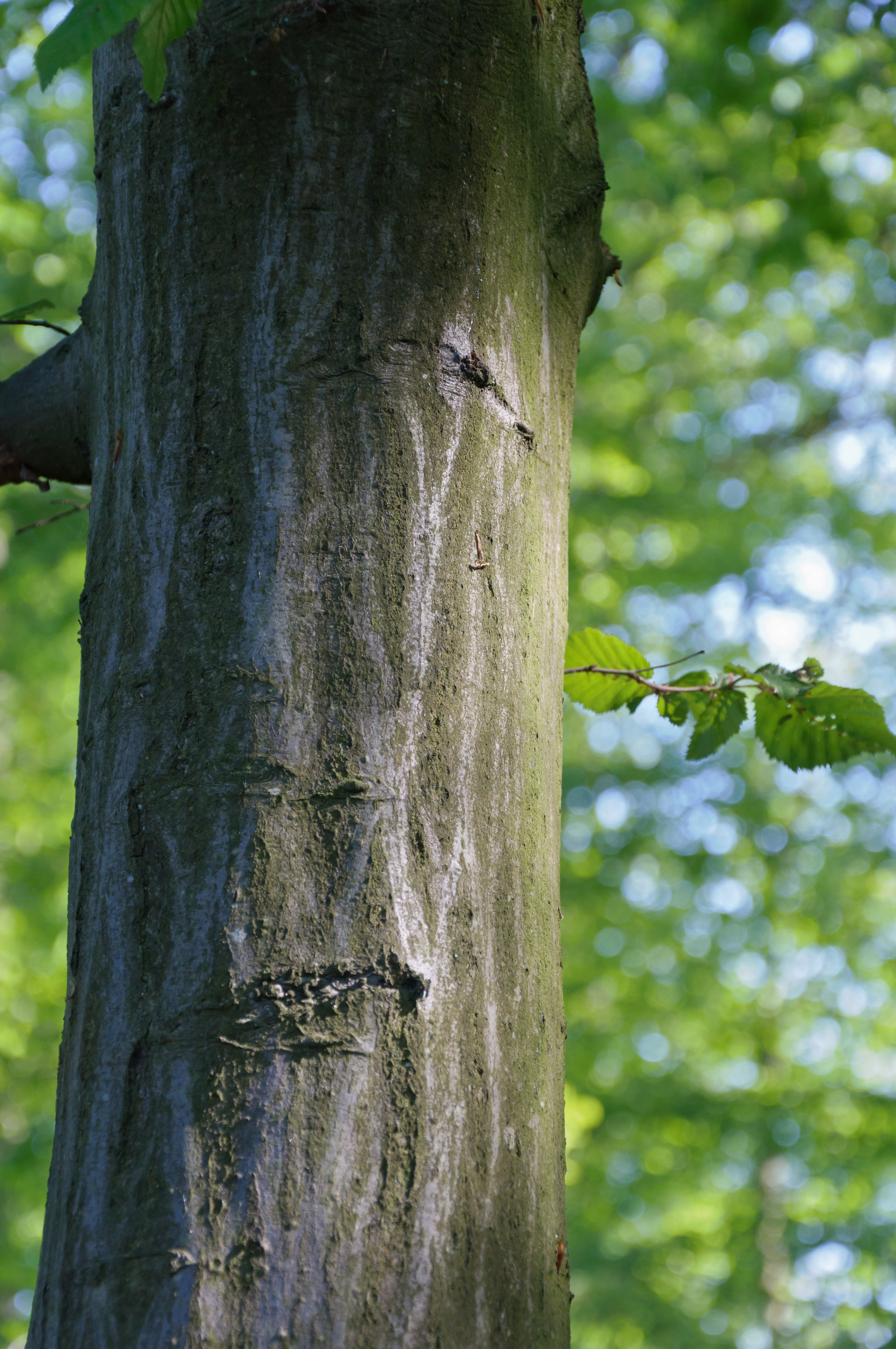
L'escorça és grisa i llisa, semblant a la del faig, però pot tenir costelles.

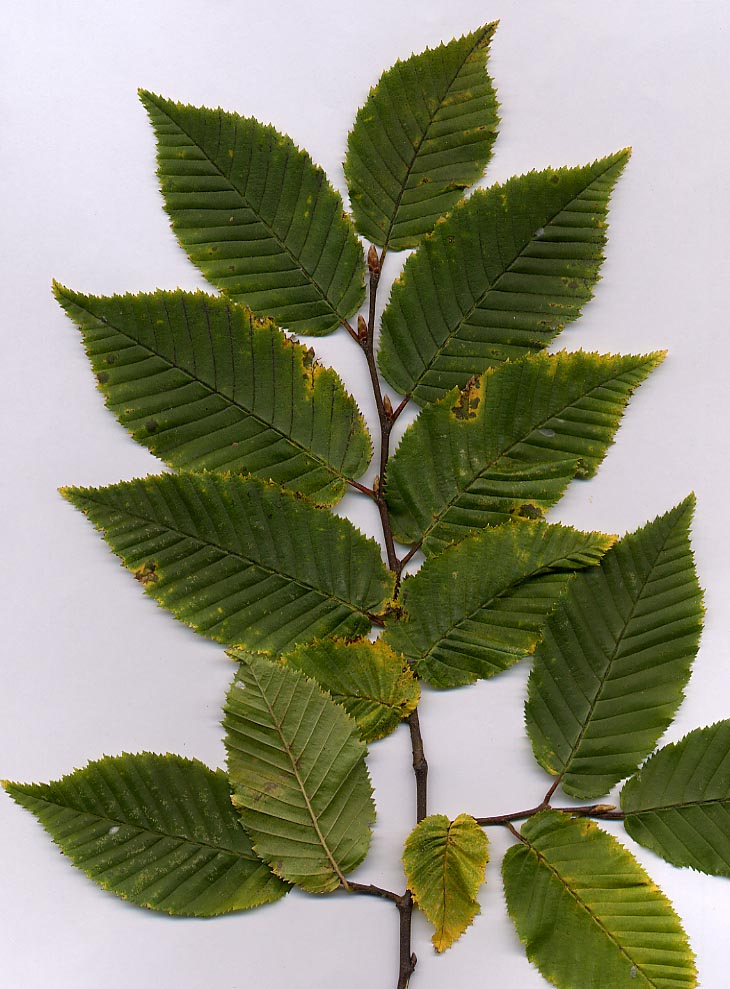
Les fulles s'assemblen a les de l'om, però són simètriques. Les gemmes són alternes i afusades, però menys que les del faig.

El carpí (Carpinus betulus) és una espècie del gènere Carpinus de la família de les Betulàcies, natiu de l'oest, centre i sud d'Europa, estenent-se tan a l'orient com a l'oest de Rússia i Ucraïna. Requereix un clima temperat pel bon creixement, solament a elevacions per sobre dels 600 msnm. Creix barrejat amb Quercus, i a algunes àrees amb Fagus, essent un arbre comú a boscos degradats.

## Descripció
És un petit a mitjà arbre que arriba a mesurar 15-25 m d'alçada, rarament 30 m, amb un tronc sinuós. L'escorça és gruixuda, verdosa grisenca, fins i tot als exemplars vells: s'assembla a la del faig, però té sovint costelles. Els brots, a diferència del faig, tenen no més d'1 cm de longitud, i pressionats cap a les ales. Les fulles són alternes, de 4-9 cm de longitud, amb prominents venes donant un corrugat distintiu i marges serrats, i s'assemblen a les de l'om, però són simètriques. Les gemmes són alternes i afusades, però menys que les del faig. Els aments apareixen al maig després de les fulles. El fruit és una petita i llarga nou de 7 a 8 mm de longitud, parcialment envoltada per trifolíols, i l'involucre mesura de 3 a 4 cm de longitud; madurant a la tardor. Les llavors freqüentment no germinen fins a la primavera del segon any després de la sembra. És un prolífic planter i té una vigorosa regeneració natural.

## Ecologia
Té preferència per les àrees ombrejades, i prefereix moderada fertilitat de sòl i d'humitat. Té un sistema radicular escàs en profunditat però molt estès superficialment, i produeix moltes estaques quan se'l tala baix. Té un dens fullatge. Hi ha un nombre notable de boscos on aquesta espècie és la dominant.

## Propietats
Principis actius: Tanins, sals, resina.
Indicacions: Astringent, vulnerari, pectoral, expectorant, antitussigen. L'aigua destil·lada, preparada a partir de les fulles, s'usa com col·liri.
S'usen sobretot les fulles i l'escorça. Es recol·lecta a l'agost. Decocció d'escorça (expectorant): 10-15 g. per tassa.
A la teràpia floral de Bach: Amb la rutina del dia a dia i la fatiga, apareixen els dubtes i el cansament. Aquesta planta aporta energia i il·lusió per a continuar endavant.
Altres usos: Ornamental. La fusta, blanca, densa, s'ha usat per a la fabricació de pasta de paper, peces de pianos, parquets, tacs de billar, etc.

## Taxonomia
El carpí va ser descrit per Linné i publicat a Species Plantarum 2: 998. 1753.

### Etimologia
- Carpinus: nom genèric que és el nom original llatí per a l'espècie europea.
- betulus: epítet llatí que significa "bedoll".[3]

### Sinonímia
| - Carpinus betulus subsp. carpinizza - Carpinus betulus subsp. serrata - Carpinus betulus var. serrata - Carpinus betulus f. quercifolia - Carpinus betulus var. quercifolia - Carpinus betulus f. obtusifolia - Carpinus caucasica Grossh. - Carpinus intermedia Wierzb. ex Rchb. - Carpinus compressus Gilib. - Carpinus ulmifolia St.-Lag. - Carpinus ulmifolia Salisb. - Carpinus betulus f. variegata - Carpinus betulus var. pendula - Carpinus betulus f. pyramidalis | - Carpinus vulgaris Mill. - Carpinus ulmoides Gray - Carpinus nervata Dulac - Carpinus betulus var. typica - Carpinus betulus f. horizontalis - Carpinus betulus var. provincialis - Carpinus sepium Lam. - Carpinus betulus f. incisa - Carpinus carpinizza Kil. - Carpinus betulus f. cucullata - Carpinus quercifolia Desf. ex Steud. - Carpinus betulus var. carpinizza - Carpinus betulus f. purpurea |